# 5917 Chibasai
Az 5917 Chibasai (ideiglenes jelöléssel 1991 NG) a Naprendszer kisbolygóövében található aszteroida. Eleanor F. Helin fedezte fel 1991. július 7-én.